# Focke-Wulf Fw 189
El Focke-Wulf Fw 189 Uhu (en alemany:Duc) va ser un avió bimotor de reconeixement i bombardeig lleuger construït per Focke-Wulf durant la Segona Guerra Mundial. Va volar per primera vegada el 1938 (Fw 189 V1), va entrar en servei el 1940 i es va produir fins a mitjan 1944.

## Disseny i desenvolupament
El 1937, el RLM va emetre una especificació per a un avió de reconeixement de tres places, de curt abast, amb una bona visió integral per donar suport a l'exèrcit alemany al camp, en substitució del Henschel Hs 126, que acabava d'entrar en servei. La licitació es va emetre a Arado i Focke-Wulf. El disseny d'Arado, l'Ar 198, que inicialment era l'opció preferida, era un monoplà d'ala alta amb una gòndola vidriada sota el fuselatge. El dissenyador principal de Focke-Wulf, Kurt Tank, va dissenya un aparell bimotor amb doble cua, impulsat per dos motors Argus As 410 en lloc d'un motor únic demanat. El Fw 189 tenia una gòndola central per a la seva tripulació. Blohm & Voss van proposar com a empresa privada el seu radical disseny BV 141. El RLM va donar, finalment, el contracte de producció per a una nova aeronau de reconeixement a Focke-Wulf.
El Fw 189 tenia com a part del seu disseny d'armament defensiu, un innovador emplaçament posterior dissenyat per Ikaria-Werke: una torreta cònica giratòria, girada manualment, amb un carenat cònic vidrat i amb un marc metàl·lic que permetia d'instal·lar-hi una o dues metralladores en l'obertura posterior.

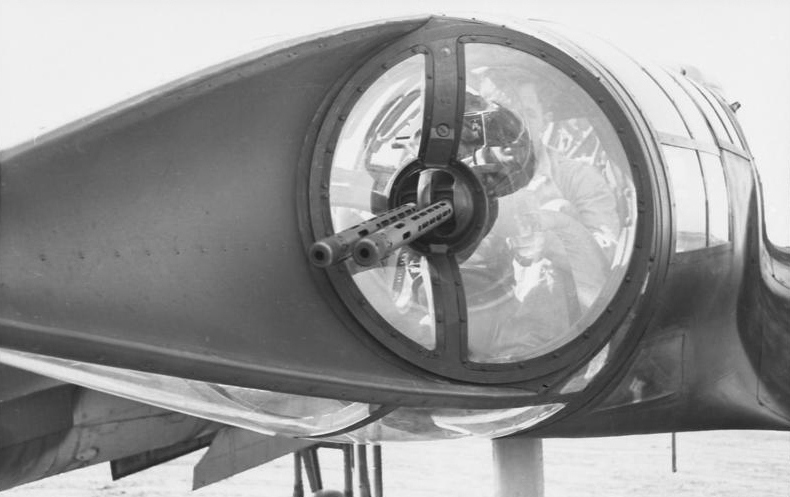
Focke-Wulf Fw 189. Posició de tir posterior amb la torreta Ikaria-Werke.

## Producció
El Fw 189 es va produir en gran quantitat, a la fàbrica Focke-Wulf de Bremen, a la fàbrica de Bordeus-Merignac de Société d'avions Marcel Bloch a la França ocupada, i a les factories d'Aero Vodochody a Praga. La producció total va ser de 864 avions de totes les variants.

## Ús operacional

### Reconeixement
Es va destinar a les unitats de reconeixement de l'exèrcit Aufklärungstaffeln (Heer) on va servir durant tota la Segona Guerra Mundial. Anomenat Fliegende Auge (Ull volador) el Fw 189 es va utilitzar àmpliament al front de l'Est amb gran èxit. Malgrat la seva poca velocitat i la seva fràgil aparença, la maniobrabilitat del Fw 189 la va convertir en un objectiu difícil d'atacar pels caces soviètics. Quan l'atacaven, la Fw 189 sovint era capaç d'esquivar l'atac simplement volant en un cercle estret en el qual no podien seguir els caces enemics.

### Reconeixement nocturn i caça nocturn
El Nachtaufklärungsgruppe 15 (Grup de Reconeixement Nocturn 15), unit al quart Panzerarmee, al sud de Polònia, a finals de 1944, va dur a terme reconeixements nocturns i de bombardeigs lleugers amb Fw 189A-1. Aquests avions mancaven normalment de la metralladora dorsal posterior del model principal. Una trentena de Fw 189A-1 van ser utilitzats en el paper de caça nocturn durant les darreres setmanes de la guerra: Els avions es van modificar, retirant el seu equip de reconeixement, i després es van equipar amb el radar FuG 212 al morro i un canó automàtic MG FF, en posició Schräge Musik, situat on aniria la metralladora dorsal. La majoria dels Fw 189 com a caça nocturn van ser operats pel 1/NJG 100 i el NJG 5.

## Variants

Focke Wulf Fw 189A-1

El principal model de producció va ser el Fw 189A, construït principalment en dues variants, l'A-1 i A-2. Tret que s'indiqui el contrari, tots els avions eren propulsats per dos motors Argus As 410 de 465 CV (459 CV, 342 kW)
- Fw 189 A-0: Deu aeronaus de preproducció per a proves i assaigs operatius.
- Fw 189 A-1: Versió de producció inicial, armada amb dues metralladores en un suport flexible MG 15 de 7,92 mm en les posicions dorsals i posteriors, una metralladora MG 17 de 7,92 mm en cada arrel de l'ala en tir frontal, més quatre bombes de 50 kg. Podria portar una càmera aèria Rb 20/30 o una càmera aèria Rb 50/30.
- Fw 189 A-1 trop: Versió tropicalitzada del Fw 189 A-1, equipada amb filtres més grans d'entrada d'aire i equips de supervivència pel desert.
- Fw 189 A-1/U2: Versió de transport VIP de la Fw 189 A-1.
- Fw 189 A-1/U3: Versió de transport VIP de la Fw 189 A-1.
- Fw 189 A-2: Les MG 15 van ser substituïts per una instal·lació bessona de MG 81.
- Fw 189 A-3: Versió de producció tropicalitzada del Fw 189 A-2, equipada amb filtres més grans d'entrada d'aire i equips de supervivència pel desert.
- Fw 189 A-4: Versió lleugera d'atac a terra, armada amb dos canons de 20 mm MG 151/20 a cada arrel de l'ala, dotada de protecció de blindatge per a la part inferior del fuselatge, motors i dipòsits de combustible. No es coneix cap unitat en producció.
- Fw 189B: Era un avió de formació de cinc places; només se'n van construir 13.
- Fw 189 B-0: Tres avions de preproducció.
- Fw 189 B-1: Versió d'entrenament de cinc seients. Deu de construïts.
- Fw 189C: Va ser concebuda com una variant de suport terrestre fortament blindada, en competició amb el Henschel Hs 129. Però els seus dos prototips (V1b i V6) no van ser satisfactoris, i no es va produir.
- Fw 189D: Proposta d'hidroavió amb flotadors en el lloc del tren d'aterratge. No construït
- Fw 189E: Només com a prototip, alimentat per dos motors radials Gnome-Rhone 14M de 700 CV (690 CV, 515 kW)
- Fw 189F-1: Com la versió Fw 189 A-1, motoritzat per dos motors Argus As 411 de 600 CV (592 CV, 441 kW).
- Fw 189F-2: Equipat amb un tren d'aterratge accionat elèctricament, una major capacitat de combustible i un blindatge addicional, alimentat per dos motors Argus As 411 de 600 CV (592 CV, 441 kW).

## Dades tècniques

### Característiques generals
Tipus: bimotor de reconeixement i suport directe.
Tripulació: 3.
Fabricant: Focke-Wulf Flugzeugbau GmbH, també construït sota control de Focke-Wulf per Aero Vodochody i per SNCASO, amb secció exterior alar produïda per Breguet i muntatge final per Société d'avions Marcel Bloch.
Motor: Dos Argus As 410A-1 de 12 cilindres en V invertida refrigerats per aire de 465 CV

### Dimensions
Llarg: 12 m
Alçada: 3,10 m
Envergadura: 18,40 m
Superfície alar: 38 m²

### Pesos
Pes en buit: 2.850 kg.
Pes carregat: 3.950 kg
Pes amb càrrega màx: (A-1) 4.100 Kg, (A-2) 4.170 Kg

### Rendiment
Velocitat màx: (A-1) 335 km./h, (A-2) 350 km./h
Velocitat de grimpada: 480 m/s
Càrrega alar: 103,9 kg / m²
Règim d'ascens: 8,3 m/s
Potència/pes: 177 W/kg
Abast: (A-1, a una alçada de 5.000 m i una velocitat de 230 km / h) 835 km, (A-2) 670 km.
Sostre: 7.300 m.

### Armament
Armes: (A-2) una metralladora MG 17 de 7,92 mm en cada arrel alar, MG 81 bessones de 7,92 mm apuntades manualment en posició dorsal i una altra MG 81 bessones en el con posterior
Bombes: quatre posicions subalars per a bombes de 50 kg.